# Myopites nigrescens
Myopites nigrescens är en tvåvingeart som beskrevs av Becker 1908. Myopites nigrescens ingår i släktet Myopites och familjen borrflugor.
Artens utbredningsområde är Kanarieöarna. Inga underarter finns listade i Catalogue of Life.